# آراگا
آراگاه (به انگلیسی: Aaragah)، رود فصلی (وادی) در کشور یمن است. این رود در استان ابین جریان دارد. این رود در ۱۳°۵۷′۵۸″ شمالی ۴۶°۰۷′۵۳″ شرقی / ۱۳٫۹۶۶۱۱°شمالی ۴۶٫۱۳۱۳۹°شرقی واقع شده که از شهرک القوس می‌گذرد.